# Loandalia salazarvallejoi
Loandalia salazarvallejoi är en ringmaskart som beskrevs av Léon-González 1991. Loandalia salazarvallejoi ingår i släktet Loandalia och familjen Pilargidae. Inga underarter finns listade i Catalogue of Life.